# 沃维尔 (卡尔瓦多斯省)
沃维尔（法語：Vauville，法語發音：[vovil] ⓘ）是法国卡尔瓦多斯省的一个市镇，属于利雪区。

## 地理
沃维尔（49°18'44"N, 0°3'10"E）面积5.13 平方千米，位于法国诺曼底大区卡爾瓦多斯省，该省份为法国西北部沿海省份，北濒大西洋英吉利海峡，东北与滨海塞纳省以海上边界相接，东临厄尔省，南至奧恩省，西与芒什省接壤。
与沃维尔接壤的市镇（或旧市镇、城区）包括：滨海伯内尔维尔、滨海布隆维尔、格朗维尔、圣皮埃尔阿济夫、图尔热维尔。

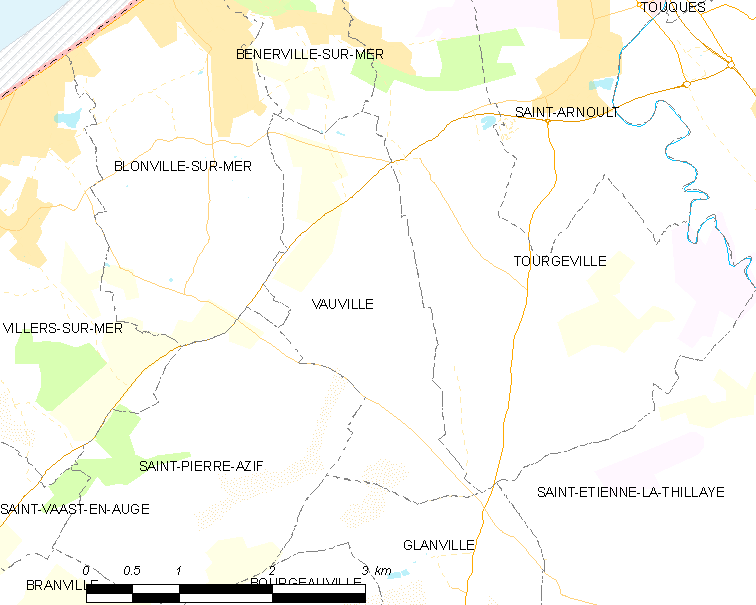
的OSM定位图

沃维尔的时区为UTC+01:00、UTC+02:00（夏令时）。

## 行政
沃维尔的邮政编码为14800，INSEE市镇编码为14731。

## 政治
沃维尔所属的省级选区为蓬莱韦克县。

## 人口

1962-2008年间人口变化图示

沃维尔于2022年1月1日时的人口数量为199人。